# Poder Femenino
Poder Femenino (PF) va ser un moviment polític xilè que va agrupar dones opositores al govern democràtic de la Unitat Popular, encapçalat pel president Salvador Allende. Després del cop d'Estat de l'11 de setembre, el grup va demostrar el seu suport a la dictadura de Pinochet, encara que va perdre el seu propòsit principal i es va dissoldre el setembre de 1974, reapareixent fugaçment el setembre de 1988 per recolzar l'opció «Sí» en el plebiscit d'aquell any que decidiria la presidència de Pinochet.

## Història
El moviment va ser creat al començament de 1972, després de l'anomenada «marxa de les cassoles buides», protesta de dones ocorreguda l'1 de desembre de 1971, data que consideraven com a fundacional. Entre les membres fundadores hi havia l'exdiputada catòlica del Partido Liberal María Correa Morandé i l'anticomunista conservadora Elena Larraín Valdés, que haurien estat líders del moviment d'extrema dreta Acción Mujeres de Chile.

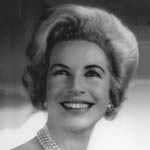
María Cristina Correa Morandé, líder del PF.

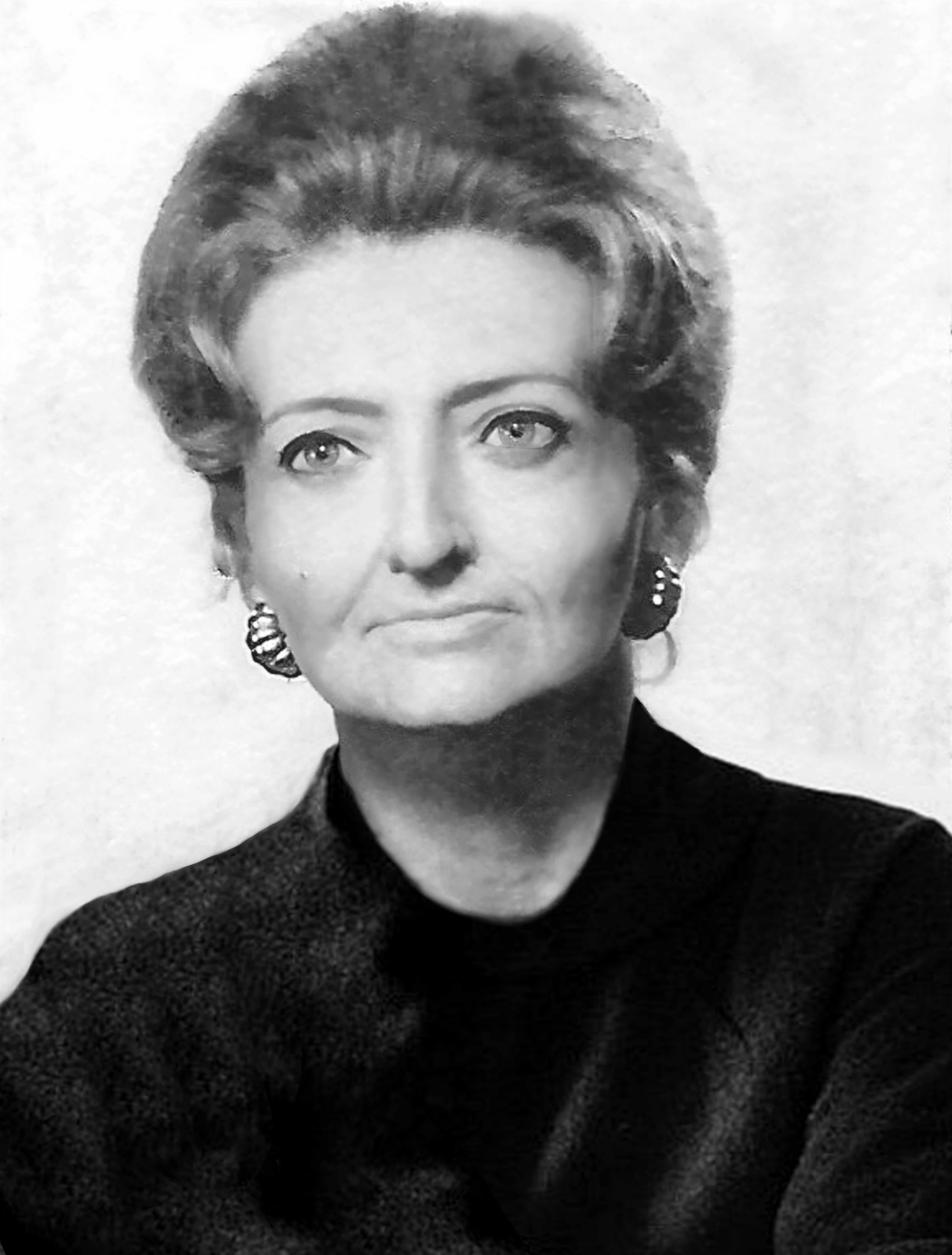
Elena Larraín Valdés, líder del PF.

Van rebre el suport la diputada pel Partit Nacional Silvia Alessandri. El PF tingué el 1973 un programa a Radio Agricultura denominat Mujer-73, però que posteriorment va canviar el seu nom a Poder Femenino.
El PF va aconseguir organitzar grans quantitats de dones en contra del govern democràtic i es projectava com a representant de totes les xilenes. Aquesta organització en la seva visió "va reunir dones dels diferents partits polítics, independents, gremials i dones que abans no havien tingut activitat política, moltes de les quals no havien treballat juntes abans, i que van convertir la seva activitat antiallendista en prioritat". PF va estimular la cooperació i organització entre dones, malgrat les diverses afiliacions, i “els va permetre funcionar com una força unida i poderosa”.
L'1 de desembre de 1972 van commemorar la «marxa de les cassoles» amb un acte al Teatre Caupolicà El 5 de setembre de 1973 van convocar una nova protesta de dones a l'Albereda de Santiago de Xile. Després del cop d'Estat de l'11 de setembre, el grup va mostrar el seu suport a la dictadura de Pinochet, encara que al cap d'un any el setembre de 1974.
El setembre del 1988, PF va reaparèixer fugaçment —aquesta vegada encapçalat per l'advocada Sara Navas Bustamante— per donar suport a l'opció «Sí» al plebiscit d'aquell any que decidiria la continuïtat d'⁣Augusto Pinochet a la presidència de la República, juntament amb altres organitzacions femenines partidàries de la dictadura militar. En aquesta reaparició de PF no van participar algunes de les líders que va tenir el moviment durant el govern d'Allende, com Elena Larraín, Elsa Montero, Victòria Armanet i Nelly Gallo.

## Característiques
Estava compost —com el seu nom ho indica— exclusivament per dones, les quals pertanyien principalment a classes acomodades, encara que posteriorment es van incorporar algunes dones de poblacions perifèriques a causa del malestar ocasionat pel desproveïment durant el govern de Salvador Allende. El moviment des del seu inici es va presentar com a apolític i integrador, apel·lant a la identitat de gènere per legitimar-se. Poder Femení es va presumir davant dels polítics de dreta de posseir característiques conciliadores i solidàries, que atribuïen a la seva condició femenina. Segons elles, aquestes qualitats els permetia aliar-se amb altres partits buscant formar aliances, qüestió que els homes eren incapaços d'aconseguir per les seves aspiracions de poder.
El consell coordinador de l'agrupació estava conformat per representants dels gremis, la secció femenina de SOL (Solidaritat-Ordre-Llibertat, denominat com a «moviment cívic familiar», el qual havia estat fundat el desembre de 1971), l'organització paramilitar d'emtrema dreta Frente Nacionalista Patria y Libertad, la Organización Javiera Carrera, Unidad Nacional Femenina (UNAFE), Unión Cívica Democrática (UCD), Unión Mujeres Libres, a més de dones empresàries i professionals sense afiliació. També participaven de les reunions setmanals dos representants per cadascun dels partits d'oposició (Partit Demòcrata Cristià de Xile, Democracia Radical, de Izquierda Radical y Democrático Nacional).
Les protagonistes del moviment evocaren la seva mobilització com un acte heroic, realçant el que esmentaren com a valentia en oposar-se sent dones contra carrabiners i també contra els partidaris del govern democràtic d'⁣Unitat Popular. Per a elles aquesta va ser una guerra de dones en què van avantatjar els homes en termes de coratge, ja que elles van sortir primerament als carrers i no van comptar amb la seva companyia sinó fins després d'aconseguir èxit mediàtic amb el copejament de cassoles. La mateixa retòrica al·ludint a la covardia masculina, la van utilitzar llançant blat de moro a les casernes militars, incitant els soldats a enderrocar el govern de Salvador Allende mitjançant un cop d'Estat. També van fer una manifestació contra el comandant en cap de l'Exèrcit Carlos Prats, que no donava suport a la idea d'un cop d'Estat.